# 汐首岬
汐首岬（しおくびみさき）は、北海道亀田半島最南端の岬である。函館市（旧：亀田郡戸井町）汐首町に属する。付近は海岸段丘が発達しており、西には函館山、東には恵山を望む景勝地。恵山道立自然公園の一部。汐首の由来はアイヌ語のシリ・ポク（山・下の意）。

## 概要
亀田半島最南端の岬で、北海道の中では最も本州に近く、津軽海峡を隔てた対岸の大間崎までは約17.5キロメートル離れている。晴れた日には対岸の大間町の街並みが見える。
沖は対馬海流から別れた津軽暖流が流れ、親潮（千島海流）とぶつかり合い、特に「中ノ汐」と呼ぶ海峡中央部の潮筋は複雑な潮流や海上気象を生んでいる。海難対策で松前奉行は1808年に烽火台を設置するほどである。
岬の付近には汐首岬南小島がある。これは、2009年に総合海洋政策本部が策定した「海洋管理のための離島の保全・管理のあり方に関する基本方針」に則り、2014年に日本の領海の基点になる離島（「国境離島」）として名付けられた無人島の一つ。ただし2018年に対岸の陸地で護岸工事を行った影響で消失した可能性があり、2021年2月現在、日本政府が島の存在を明確に確認できない状態にあるとされていたが、2023年2月2日に内閣府が公表した調査結果では、汐首岬南小島は本土側の漁港の工事でその護岸の一部に組み込まれたとして「国境離島」からは外された。
当岬と矢越岬の間の津軽海峡はイカ漁の好漁場となっており、亀田、函館、上磯および松前郡の一部沿岸の漁業者と北陸地方からの入稼漁民等が漁を行っている。

## 施設

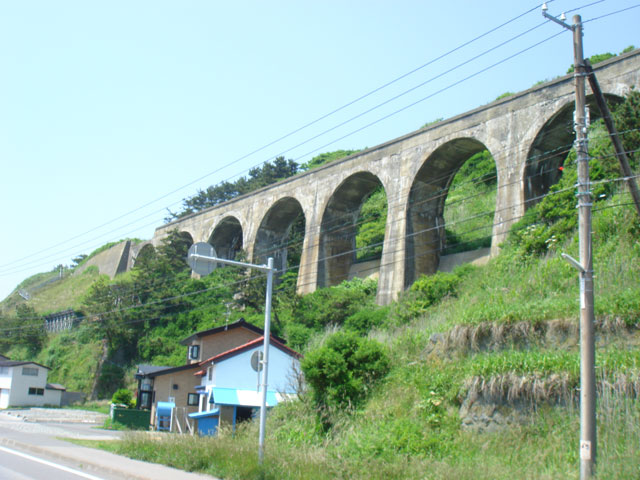
汐首灯台直下に残るコンクリートアーチ橋

未成線である戸井線のコンクリート造8連アーチ橋「汐首岬第1陸橋（汐首陸橋）」が残っている。戸井線は函館本線の五稜郭駅から分岐して戸井の津軽要塞までを結ぶ予定であった路線である。
戸井線のアーチ橋後方の海岸段丘上に汐首岬灯台があり、岬の頂上には極超短波無線中継所が置かれている。

## アクセス
- 国道278号
- 函館バス 汐首灯台停留所下車、徒歩1分[2]。